# Convention nationale des églises baptistes du Honduras
La Convention nationale des églises baptistes du Honduras (espagnol : Convención Nacional de Iglesias Bautistas de Honduras) est une association chrétienne évangélique d'églises baptistes au Honduras.  Elle est affiliée à l’Alliance baptiste mondiale. Son siège est situé à Tegucigalpa. 

## Histoire
La Convention nationale des églises baptistes du Honduras a ses origines une mission américaine du Conseil de mission internationale en 1946 .  Elle est officiellement fondée en 1958 . Selon un recensement de l’association, en 2023 elle disait avoir 532 églises et 23,660 membres.